# 王刚 (中国全国政协原副主席)
王刚（1942年10月—），汉族，吉林扶余人，中国共产党、中华人民共和国政治人物，原副国级领导人。吉林大学哲学系哲学专业毕业，大学学历。中共第十六届中央政治局候补委员、中央书记处书记，第十七届中央政治局委员，第十一届全国政协副主席。

## 经历
1962年至1967年，王刚在吉林大学哲学系哲学专业学习，毕业后留校等待分配。1967年9月参加工作。1968年，被分配到中华人民共和国建筑工程部七局八公司任宣传科干事。1969年升任中华人民共和国建筑工程部七局政治部宣传处干事，1971年6月加入中国共产党。
1977年，调任中共新疆维吾尔自治区党委办公厅秘书。1981年，调任中共中央对台工作办公室正处级秘书。1985年，调任中共中央办公厅信访局副局长。1986年，改任中共中央办公厅国务院办公厅信访局副局长。1987年，升任中共中央办公厅国务院办公厅信访局常务副局长、党委书记。1990年8月，调任中央档案馆常务副馆长、机关党委书记。1993年11月，升任国家档案局局长、中央档案馆馆长。
1994年8月，任中共中央办公厅副主任、中央保密委员会副主任、国家档案局局长、中央档案馆馆长。1999年3月，任中共中央办公厅主任、中共中央直属机关工委书记。
2002年11月15日至2007年10月22日，任第十六届中共中央政治局候补委员、中共中央书记处书记、中共中央办公厅主任、中共中央直属机关工委书记。2007年10月22日至2012年11月15日，任第十七届中共中央政治局委员、中央直属机关工委书记。2008年3月13日至2013年3月11日，任第十一届全国政协副主席、党组副书记。2010年12月起，兼任中国计划生育协会会长。2014年11月22日，当选华侨大学董事长。
他是中共第十五届中央候补委员，第十六届、十七届中央委员，第十六届中央政治局候补委员、中央书记处书记，第十七届中央政治局委员。第十一届全国政协副主席。